# Марі Ланг

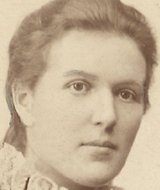
Марі Ланг (близько 1875)

Марі Ланг (* 8 березня 1858, Відень — † 14 жовтня 1934, Альтмюнстер, Верхня Австрія; уроджена Марі Вісгрілл) була австрійським теософом і активістом за права жінок.

## Життя і робота
Марі Вісгрілл народилася як дочка майстра-столяра Карла Вісгрілла та актриси Емілі Шольц (Гоф-Бургтеатр), племінниця Венцеля Шольца.
Зросла в сім'ї середнього класу, її першим чоловіком був Теодор Кехерт (1859—1937), член родини ювелірів А. Е. Кехерта. У результаті шлюбу народився син Еріх Кехерт (1882—1949). Після розлучення вона вийшла заміж за адвоката Едмунда Ланга (1860—1918). Від цього шлюбу народились Хайнц Ланг (1885—1904), художник Ервін Ланг (1886—1962) та Ліліт Ланг (1891—1952), яка згодом стане матір'ю Хайнца фон Ферстера.
Завдяки Розі Майредер та Огюсту Фікерту вона вступила в контакт із жіночим рухом наприкінці 1880-х, до якого вона була залучена і, завдяки своїй здатності говорити та енергійному поведінці, незабаром опинилася на керівній посаді. 28 січня 1893 року вона стала співзасновницею Генеральної австрійської асоціації жінок. Разом з Майредер та Фікертом вона працювала з 1899 по 1903 р. редактором журналу «Документи жінок».
Познайомившись з поселеннями Пасмора Едвардса, заснованими Джоном Пасмором Едвардсом (1823—1911) у Лондоні в 1898 році, вона, спираючись на Ельзу Федерн (1873—1946), яка очолювала асоціацію десятки років, 8 лютого 1901 р. під час установчого засідання у Відні запропонувала заснувати «Поселення» (Фольксхайм). 15 жовтня 1901 р. за сприяння Карла Реннера у Відні, будинку за адресою Оттакрінг, Фрідріха-Кайзера-Гассе 51, було відкрито перше Віденське поселення.
Після того, як її син Хайнц застрелився у 1904 році, вона відмовилася від допомоги дітям, мабуть, із заявою: «Як я повинна радити іншим матерям, як я не могла доглядіти». Ланг виступала за декретну відпустку та права позашлюбних дітей. Вона виступила проти регулювання проституції та боролася за скасування безшлюбності серед вчителів.
Ланг та її чоловік належали до центру освіченого та ліберального кола, в якому зустрічалось соціально та художньо зацікавлене суспільство Відня. Вона була членом Віденської ложі Теософського товариства, заснованої Фрідріхом Екштейном, в якій вона спілкувалася, зокрема, з Францем Хартманом, Гуго Вольфом та молодим Рудольфом Штайнером.
2016 рік був у 21 Віденському окрузі Флоридсдорф Роком імені Марії-Ланг-Вег.

## Вебпосилання
- Ленг Марі, нар. [Архівовано 11 січня 2019 у Wayback Machine.] Wisgrill [Архівовано 11 січня 2019 у Wayback Machine.] Сагайдаки [Архівовано 11 січня 2019 у Wayback Machine.]. univie.ac.at, доступ 7 травня 2013 р.

## Зауваження
1. ↑   У лекції від 21 березня 1901 року, а також у попередньому нарисі, Ельзе Федерн назвала рух не Поселеннями Пасмора Едвардса, а ініціативами Соціальне поселення . Едвард Денісон (1840—1870), Арнольд Тойнбі (1852—1883) та Самуель Август Барнетт (1844—1913).: . Джерело: Dokumente der Frauen. Band V, Nr. 1/1901, 1. April 1901, S. 31 f. (Online bei ALO) sowie Else Federn: . In: Dokumente der Frauen. Band IV, Nr. 19/1901, 1. Jänner 1901, S. 596—605. (Online bei AL.

Метою об'єднання   Поселення  (Фольксгайм) було  створити англійський та американський інститут соціального поселення в Австрії. — Джерело: Dokumente der Frauen. Band IV, Nr. 4/1901, 15. Februar 1901, S. 708 (Online bei ALO).